# Riu Fornès
El riu Fornès neix entre Osona i la Garrotxa, al nord de Cabrera i sota els vessants sud de la serra de Llancers dins el terme de Joanetes (Garrotxa). És un afluent per l'esquerrà del riu Ges, que ho és del Ter.
L'alimenten les fonts de la Tosquera, de la Grevolosa, de Sant Natzari, del Prat, de Poixurgues, de la Freixeneda i la font Sorda.
Després de passar pel terme de la Vola, entitat de població del municipi de Sant Pere de Torelló, desemboca a la zona urbana de Sant Pere de Torelló.